# Ойтал (Ойталский сельский округ)
Ойтал (каз. Ойтал) — село (ранее посёлок городского типа) в Меркенском районе Жамбылской области Казахстана. Административный центр Ойталского сельского округа. Код КАТО — 315443100.

## Население
| 1939  | 1959    | 1970    | 1979    | 1989  | 1999  | 2009  |
| ----- | ------- | ------- | ------- | ----- | ----- | ----- |
| 7836  | ↗11 604 | ↗14 594 | ↘13 734 | ↘9033 | ↘3810 | ↗4181 |
| 2021  |         |         |         |       |       |       |
| ↗4963 |         |         |         |       |       |       |

В 1999 году население села составляло 3810 человек (1709 мужчин и 2101 женщина). По данным переписи 2009 года, в селе проживал 4181 человек (1936 мужчин и 2245 женщин).